# ソロモン・アッシュ
ソロモン・エリオット・アッシュ（Solomon Eliot Asch, 1907年9月14日 - 1996年2月20日）は、ポーランド出身でアメリカ合衆国で活動した心理学者。ゲシュタルト心理学者で、実験社会心理学の開拓者のひとりで、ユダヤ系出身。

## 来歴
ワルシャワに生まれたが、1920年にポーランドからアメリカ合衆国へ亡命。1928年ニューヨーク市立大学シティカレッジ卒業。コロンビア大学から、1930年修士号を取得、1932年博士号を取得。
彼は19年以上に渡り、ペンシルベニア州のスワースモア大学で心理学の教授を務めた。その後、同州のハーヴァーフォードにて生涯を閉じた。

## 研究
アッシュは、数多くの心理学者と共に仕事をしたが、その中にゲシュタルト心理学のヴォルフガング・ケーラーもいる。
当時、彼はマックス・ヴェルトハイマーやヴォルフガング・ケーラーの影響を受け、他者の印象がどのように形成されるかの研究に向かい、人間の社会的行動を研究した。
彼による有名な研究のひとつは、1955年に発表された同調に関する研究である。彼は2枚の線分カードを用いた。1枚には1本の線分(標準線分)が描かれており、もう9枚には3本の長さの異なる線分(比較線分)が描かれている。被験者は7人のサクラがいるグループに組み込まれ、比較線分のうち線分と同じ長さの線分はどれかと聞かれる。7人のサクラは全員同じ答えを返したがその答えは明らかに間違っている。最後に被験者が回答するが、その回答がサクラに同調したものになるか、一人だけ正しい答えを返すかが調べられた。おどろいたことに被験者の75%が少なくとも一度はサクラの答えに同調した。このことから、集団圧力は他人を同調させることにはかなり効き目があることがわかった。
のちにいろいろ議論の多くある心理学者スタンレー・ミルグラムの仕事にも影響を及ぼし、ハーバード大学でミルグラムの博士論文の指導者にもなっている。